# دهستان یوسف‌وند
یوسف‌وَند، دهستانی از توابع بخش مرکزی شهرستان سلسله در استان لرستان ایران می باشد. دهستان یوسف‌وند، یکی از شش دهستان شهرستان سلسله در استان لرستان است که شامل روستاهای دهرحم  ، (بعنوان مرکز دهستان)، اکبرآباد، کریم آباد، ورمزیار، هندی، دره تنگ، گرکان، دکاموند، پیرکه، چناره ،گریران و... می‌باشد. طبیعت این دهستان همه ساله گردشگرانی را به این شهرستان می‌کشاند.
حدود این دهستان عبارت است از خاور به دهستان حسنوند، از باختر به دهستان کولیوند، از ۲۲ آبادی تشکیل گردیده ساکنین از ایل یوسفوند و ایل ترکاشوند هستند. عدهٔ کثیری از سکنه ییلاق و قشلاق می‌روند.

## جمعیت
براساس سرشماری سال ۱۳۸۵ جمعیت آن ۸٬۹۵۱ نفر (۱٬۸۸۳ خانوار) بوده‌است.